# Gregorio Strozzi
Gregorio Strozzi (San Severino Lucano, 1615 circa – Napoli, 2 gennaio 1692) è stato un musicista, clavicembalista e organista italiano.

## Biografia
Studiò con Giovanni Maria Sabino a Napoli divenendo in seguito secondo organista alla SS. Annunziata, nel 1634.  Nel 1645 fu nominato cappellano in Amalfi. Nel 1655, divenne dottore di diritto canonico e civile presso l'Università di Napoli, e prese il titolo di abate.

## Opere
Ha scritto una raccolta di opere corali per la Settimana Santa “Responsoria, lamentationes, improperia, psalmi, hymni, motecta et evangelia passionis (quoad turbam), quae ad musicam in Hebdomada Sancta spectant" (op. 1, Roma, 1655), un "Officio del Sancto Natale" (op. 2, perduta), una raccolta di bicinia, "Elementorum musicae praxis, utilis non tantum, incipientibus, sed proficientibus et perfectis" (op. 3, Napoli, 1683), e i “Capricci da sonare cembali, et organi”, (op. 4, Napoli, 1687), la sua opera più nota che contiene ventinove pezzi per clavicembalo o organo. In linea con la tradizione della cosiddetta scuola cembalo-organistica napoletana della prima metà del secolo, è formata da 3 capricci, 3 ricercate, 3 sonate, 4 toccate, 3 gagliarde, 1 madrigale diminuito, 8 correnti, 2 balletti, 1 ballo e 3 serie di variazioni. Per alcuni di questi brani l'autore propone strumentazioni alternative al clavicembalo, nominando arpa, viola, concerto di viole, organetti e flauti.
Nei capricci (variazioni contrappuntistiche) e nelle 3 sonate (canzona), è evidente l'uso della forma di Girolamo Frescobaldi (1583-1643) e Giovanni Maria Trabaci (1575–1647). Cromatismi, ricercatezze armoniche e dissonanze richiamano lo stile cromatico di Frescobaldi e Giovanni de Macque, o perfino le opere di Gesualdo da Venosa (1566-1613).